# Arroyo Blanco, Puebla
Arroyo Blanco är en ort i Mexiko.   Den ligger i kommunen Tenampulco och delstaten Puebla, i den sydöstra delen av landet, 200 km öster om huvudstaden Mexico City. Arroyo Blanco ligger 149 meter över havet och antalet invånare är 146.
Terrängen runt Arroyo Blanco är platt åt nordväst, men åt sydost är den kuperad. Terrängen runt Arroyo Blanco sluttar norrut. Runt Arroyo Blanco är det ganska tätbefolkat, med 62 invånare per kvadratkilometer. Närmaste större samhälle är San José Acateno, 19,6 km öster om Arroyo Blanco. Omgivningarna runt Arroyo Blanco är huvudsakligen savann.